# 工会全国理事会
工会全国理事会（匈牙利語：Szakszervezetek Országos Tanácsa，缩写为SZOT）是匈牙利历史上的一个工会组织。
该组织成立于1948年10月。该组织先后由匈牙利劳动人民党和匈牙利社会主义工人党领导，是匈牙利人民共和国工会体系的统一领导机构。该组织是世界工会联合会的成员。  
在1950年代初期，由于匈牙利劳动人民党对工会事务的过度干预，工会的独立性和民主原则受到损害，导致工人群众的不满。1956年以后，特别是1960年代中期政治经济体制改革展开后，工会在国家事务中的地位得到提升，其在政策制定和执行中的作用增强，参与企业管理及维护职工权益的权利也得到了扩展。同时，工会与同级政府的联席会议制度以及企业工会小组长联席会议制度得到确认和推广。  
该组织强调，在社会主义制度下，工会是无产阶级专政的支柱和有机组成部分，是执政的工人阶级政党的依靠力量，也是探索和认识社会主义发展规律的重要因素。匈牙利社会主义工人党提出，“党和工会同属工人阶级，二者一脉相承”，工会不能谋求独立于党，而党也不得包办或干涉工会的内部事务。同时，工会与政府机构的关系被定义为“战友”和“平等的伙伴”。  
在组织形式上，该组织实行民主集中制，依据产业和地区相结合的原则建立地方组织。匈牙利人民共和国设有19个产业工会，以及19个州和布达佩斯市的工会理事会。全国代表大会是工会的最高权力机构，每5年召开一次，并选举产生全国理事会及其主席团。工会的机关报为《人民之声报》。  
1980年代末，随着匈牙利政治局势的剧烈变化，原有的单一工会体系被打破，出现多个独立工会。1989年，该组织改名为工会全国协调理事会。1990年3月，改组为匈牙利全国工会联合会。